# Paul Wrzecionko
Paul Wrzecionko (18. listopadu 1916 – 13. června 1998) byl německý luterský teolog slezského původu.
Narodil se v Těšíně. Od roku 1958 působil jako soukromý docent v Münsteru, roku 1960 se stal docentem a o pět let později byl jmenován profesorem systematické teologie.
Mezi jeho díla patří např. Reformation und Frühaufklärung in Polen či Die philosophischen Wurzeln der Theologie Albrecht Ritschls.